# Celina Muza
Celina Muza (* 6. Dezember 1966 in Puck, Kaschubien, Polen) ist eine polnische Sängerin und Schauspielerin.

## Leben
Muza wurde in eine Familie geboren, deren Mitglieder sich als Kaschuben sehen. Sie begann ihre Ausbildung am Musiktheater Gdynia 1985 und spielte dort bis 1990 Hauptrollen in Musicals wie Jesus Christ Superstar und diversen polnischen Musicals. Von 1992 bis 1993 lernte sie Schauspiel bei Rainer Hauer im Schauspielhaus Bochum und nahm an der Gesangsausbildung von Rosemarie Hagemann an der Musikhochschule in Dortmund teil.
Ihren ersten Auftritt in Deutschland hatte sie 1990 beim theatrium – Junges Europäisches Theater in Menden/Sauerland, einem von Volker Fleige entwickelten und initiierten Theaterprojekt für Schauspielschüler. In einer Uraufführung kam Der Traum vom Leben oder: On und Ona und das Paradies von Jacek St. Buras (Text) und Jerzy Satanowski (Musik) auf die Bühne. Die Regie führte André Hübner-Ochodlo.
Außerdem spielte sie diverse dramatische Rollen am Stadttheater Gdynia und im Neuen Theater, Warschau unter der Regie von Adam Hanuszkiewicz. Heute lebt sie in Berlin, spielte 1994 im Musical Cyrano am Theater des Westens unter der Regie von Helmut Baumann und verbindet in ihren Konzerten elegant deutschsprachige Chansons mit Jazz.

## Diskografie
- 1998 – Madonna, Hexe und Clown (Kompilation polnischer Chansons in deutscher Sprache)
- 2000 – Sorglos
- 2002 – Czułość (die polnische Version von Sorglos)
- 2004 – Berühre mich (deutschsprachiger Jazz mit Piotr Klimek)
- 2010 – frei. (deutschsprachiger Jazz)
- 2016 – Non Omnis Moriar (Vertonung der Gedichte von Mascha Kaléko, Lili Grün und Zuzanna Ginczanka)

## Auszeichnungen
- 1987–1990: Preisträgerin des Chanson-Festivals in Breslau
- 1990: Erster Preis beim Musik-Festival in Posen
- 1990: Einladung zum Landesfestival des Polnischen Liedes
- 1998–2007: Einladungen zum Chansonfest Berlin